# Miss Sydafrika
Miss Sydafrika är en årlig skönhetstävling i Sydafrika som började 1956. Vinnaren representerar Sydafrika vid Miss World och Miss Universum.

## Titelhållare
| År   | Miss Sydafrika            | Andra plats           | Tredje plats          |
| ---- | ------------------------- | --------------------- | --------------------- |
| 1956 | Norma Vorster             | Gloria Keeley         | Virginia Burman       |
| 1957 | Adele Kruger              | Jessie Waring         | Denise Nichols        |
| 1958 | Penelope Anne Coelen      | Rosemary Whitlock     | Debbie du Toit        |
| 1959 | Moya Meaker               | Sophie Pieters        | Kitty Green           |
| 1960 | Denise Muir               | Dorothy Farquhar      | Stella Pithey         |
| 1961 | Yvonne Hulley             | Marlene Boyes         | Rita Rheeder          |
| 1962 | Yvonne Ficker             | Ellen Liebenberg      | Madeleine Usher       |
| 1963 | Martie Claassen           | Jennifer Slater       | Maureen van Niekerk   |
| 1964 | Vedra Karamitas           | Lorraine Mason        | Virginia Scott-King   |
| 1965 | Carol Davis               | Diane Webster         | Ann Barber            |
| 1966 | Johanna Carter            | Dawn Duff-Gray        | Margo Galbraith       |
| 1967 | Disa Duivenstein          | Mary McDonald         | Tiny de Lange         |
| 1968 | Mitzianna Stander         | Linda Collett         | Patsy Goswell         |
| 1969 | Linda Collett             | Diana Newman          | Jackie Sayer          |
| 1970 | Jillian Jessup            | Wendith Brink         | Dorothea Scott        |
| 1971 | Monica Fairall            | Merle Worsley         | Maria Claassen        |
| 1972 | Stephanie Reinecke        | Robin-Gail Hargreaves | Carolien van Niekerk  |
| 1973 | Shelley Latham            | Janet Sanderson       | Theresa Rood          |
| 1974 | Anneline Kriel            | Ruanne Louw           | Anita Michas          |
| 1975 | Vera Johns                | Crystal Cooper        | Rhoda Rademeyer       |
| 1976 | Lynn Massyn               | Louise Withfield      | Jan Kiggan            |
| 1977 | Vanessa Wannenburg        | Elizabeth Bunting     | Marilyn Albutt        |
| 1978 | Yolanda Kloppers          | Monique Hare          | Dawn Chapman          |
| 1979 | Karen Sickel              | Gail Rocher           | Wendy Ross            |
| 1980 | Sandra McCrystal          | Kim Aston             | Fiona White           |
| 1981 | Linda Phillips            | Elmarie van Aswegen   | Susan Schuttler       |
| 1982 | Sandra de Meyer           | Jennifer Smith        | Kathy Goodwin         |
| 1983 | Leanne Hosking            | Karen Maingard        | Cathy Steed           |
| 1984 | Lorna Potgieter           | Colleen Redman        | Patience Craig        |
| 1985 | Andrea Stelzer            | Sandy McCormack       | Lorna-Anne Findlay    |
| 1986 | Sandy McCormack           | Nancy Riach           | Marie-Louise le Roux  |
| 1987 | Wilma van der Bijl        | Robyn Poole           | Janine Botbyl         |
| 1988 | Janine Botbyl             | Roberta Alessandri    | Mache Booysen         |
| 1989 | Michelle Bruce            | Helen Lewis           | Deborah Good          |
| 1990 | Suzette van der Merwe     | Olivia Scrooby        | Cheryl Coombe-Davis   |
| 1991 | Diana Tilden-Davis        | Amy Kleinhans         | Sasha-Lee Walton      |
| 1992 | Amy Kleinhans             | Augustine Masilela    | Lisa King             |
| 1993 | Palesa Jacqui Mofokeng    | Corinne Durrheim      | Marelize Steyn        |
| 1994 | Basetsana Makgalemele     | Sonia Kempff          | Helen Macleod         |
| 1995 | Bernalee Daniell          | Vanashree Moodley     | Natalie Benard        |
| 1996 | Peggy-Sue Khumalo         | Babalwa Mneno         | Adele van Niekerk     |
| 1997 | Kerishnie Naicker         | Jessica Motaung       | Petro van Zyl         |
| 1998 | Sonia Raciti              | Heidi van Zyl         | Keziah Jooste         |
| 1999 | Heather Joy Hamilton      | Nadia Wyngaard        | Pulane Moraladi       |
| 2000 | Jo-Ann Strauss            | Layla Jeevananthum    | Claire Drew           |
| 2001 | Vanessa Do Ceu Carreira   | Claire Sabbagha       | Bonneventia Pule      |
| 2002 | Cindy Nell                | Tammy-Anne Fortuin    | Bridget Masinga       |
| 2003 | Joan Ramagoshi            | Marissa Eggli         | Siza Majola           |
| 2004 | Claudia Henkel            | Dhiveja Sundrum       | Sharon Arigye-Mushabe |
| 2005 | Nokuthula "Thuli" Sithole | Avumile Qongqo        | Matapa Maila          |
| 2006 | Megan Coleman             | Brigid Osborne        | Tracey-Lee Flanders   |
| 2007 | Tansey Coetzee            | Avumile Qongqo        | Manisha Pillay        |
| 2008 | Tatum Keshwar             | Anja van Zyl          | Buyi Shongwe          |
| 2009 | Nicole Flint              | Matapa Maila          | Lisa van Zyl          |
| 2010 | Bokang Montjane           | Dhesha Jeram          | Bianca Coutinho       |
| 2011 | Melinda Bam               | Remona Moodley        | Thuli Sangweni        |
| 2012 | Marilyn Ramos             | Stacey Webb           | Pearl Nxele           |
| 2013 | Tävlingen hölls inte.     |                       |                       |
| 2014 | Rolene Strauss            | Ziphozakhe Zokufa     | Matlala Mokoko        |